# Fes
Fes, Fez, hay Fas, (tiếng Ả Rập: فاس Fas, Berber: ⴼⴰⵙ Fas, tiếng Pháp: Fès) là thành phố lớn thứ nhì Maroc, với dân số 1,1 triệu người (2014).
Fes từng là thủ đô của Maroc cho tới năm 1925 và nay là thủ phủ của vùng hành chính Fès-Meknès. Thành phố này có hai khu phố cổ, khu lớn hơn là Fes el Bali. Fes el Bali được công nhận là một di sản thế giới và được xem là khu người đi bộ ở đô thị lớn nhất thế giới. Đại học Al Quaraouiyine, thành lập 859, là đại học hoạt động liên tục cổ nhất thế giới. Thành phố có biệt danh là "Mecca của phương ngữ" và "Athens của châu Phi", một biệt danh mà cũng được dùng cho Cyrene, Libya.